# Черниговка (Липецкая область)
Черниговка — село в Задонском районе Липецкой области России. Входит в состав Рогожинского сельсовета.

## История
Село Черниговка (прежнее название — Чернеевка) было основано в 30-х годах XVII века и упоминается в переписных книгах 1646 года как владение князя И. А. Воротынского. Название связано с гидронимом — рекой Черниговкой. В 1853 году жители Черниговки совместно с крестьянами соседних селений участвовали в антикрепостнических выступлениях, жестоко подавленных царскими войсками.

## Географическое положение
Село расположено на Среднерусской возвышенности, в центральной части Липецкой области, в северо-восточной части Задонского района, к востоку от реки Дон. Расстояние до районного центра (города Задонска) — 13 км. Абсолютная высота — 199 метров над уровнем моря. Ближайшие населённые пункты — деревня Сергиевка, село Ржавец, деревня Весёлое, село Рогожино, село Бутырки, село Нечаевка, село Кашары, село Товаро-Никольское, село Александровка, село Васильевка, село Алексеевка. К северу от Черниговки проходит автотрасса Р119, а также участок пути Липецк — Елец Юго-Восточной железной дороги.

## Население
| 1859 | 1897  | 2010 |
| ---- | ----- | ---- |
| 2283 | ↘1823 | ↘235 |

По данным Всероссийской переписи, в 2010 году численность населения села составляла 235 человек (110 мужчин и 125 женщины).

## Инфраструктура
В селе функционируют Черниговский отдел библиотечного обслуживания и Черниговский отдел культуры и досуга, являющиеся структурными подразделениями муниципального бюджетного учреждения культуры «Рогожинский центр культуры и досуга». Действует фельдшерско-акушерский пункт.

## Улицы
Уличная сеть села состоит из 7 улиц.

## Достопримечательности
В селе расположен действующий православный храм во имя Михаила Архангела, возведённый в 1803 году. Является объектом исторического и культурного наследия.